# Кровко, Пётр Михайлович
Пётр Михайлович Кровко́ (19 декабря 1911 — 13 мая 1992) — парторг батальона 383-го стрелкового полка 121-й стрелковой дивизии 60-й армии Центрального фронта, лейтенант, Герой Советского Союза.

## Биография
Кровко Пётр Михайлович родился на хуторе Унеча (совр. город Брянской области), в семье рабочего.
Русский. В 1931 году Пётр Михайлович окончил 7 классов школы, работал массовиком в клубе, кочегаром на железнодорожной станции «Унеча».
В 1933—1935 годах он служил в Красной Армии.
После начала Великой Отечественной войны П. М. Кровко с семьей был эвакуирован в Башкирию. Жил в селе Ахуново Учалинского района. Работал на Учалинском маслозаводе. Член ВКП(б)/КПСС с 1939 года.
В декабре 1941 года был вновь призван в Красную Армию Учалинским райвоенкоматом Башкирской АССР. В 1942 году окончил Ленинградское военно-политическое училище. Воевал на фронте Великой Отечественной войны с декабря 1942 года, сражался на Воронежском и Центральном фронтах. Получил ранение.
Парторг батальона 383-го стрелкового полка (121-я стрелковая дивизия, 60-я армия, Центральный фронт) лейтенант Пётр Кровко отличился в сентябре 1943 года в боях на переправе через реку Днепр.
С 1946 года майор Кровко П. М. — в запасе, а затем в отставке. Жил в городе Алма-Ате (Казахстан). В конце 1980-х годов переехал в город Унеча Брянской области.
Скончался 13 мая 1992 года. Похоронен в г. Унеча Брянской области.

## Подвиг
«…Парторг батальона 383-го стрелкового полка (121-я стрелковая дивизия, 60-я армия, Центральный фронт) лейтенант Пётр Кровко в конце сентября 1943 года во главе десантного отряда переправился на остров, а с него с семью бойцами — на правый берег реки Днепр в районе села Глебовка Вышгородского района Киевской области Украины. Захватив плацдарм, советские воины удерживали его до подхода батальона, уничтожив до трехсот солдат и офицеров противника, подавив восемь пулемётных точек».
Указом Президиума Верховного Совета СССР от 17 октября 1943 года за образцовое выполнение заданий командования и проявленные мужество и героизм в боях с немецко-фашистскими захватчиками лейтенанту Кровко Петру Михайловичу присвоено звание Героя Советского Союза с вручением ордена Ленина и медали «Золотая Звезда» (№ 2067).

## Награды
Награждён орденом Ленина, орденами Красного Знамени, Отечественной войны 1-й и 2-й степени, Красной Звезды, медалями.

## Память
На Аллее Героев города Унеча Брянской области Герою Советского Союза П. М. Кровко установлен памятный знак.